# Preachrysalidina
Preachrysalidina es un género de foraminífero bentónico de la subfamilia Ataxophragmiinae, de la familia Ataxophragmiidae, de la superfamilia Ataxophragmioidea, del suborden Ataxophragmiina y del orden Loftusiida. Su especie tipo es Preachrysalidina infracretacea. Su rango cronoestratigráfico abarca desde el Aptiense hasta el Albiense (Cretácico inferior).

## Discusión
Clasificaciones previas incluían Preachrysalidina en el suborden Textulariina del orden Textulariida o en el orden Lituolida.

## Clasificación
Preachrysalidina incluye a las siguientes especies:
- Preachrysalidina infracretacea